# Câmara dos Deputados da Chéquia
A Câmara dos Deputados da Chéquia (tcheco: Poslanecká sněmovna České republiky) é a câmara baixa do Parlamento da Chéquia. A Câmara dos Deputados possui 200 cadeiras e os deputados são eleitos para mandatos de quatro anos pelo sistema de representação proporcional por lista partidária com o método D'Hondt.
O gabinete do governo responde perante a Câmara dos Deputados e o primeiro-ministro permanece em suas funções apenas enquanto mantiver o apoio da maioria de seus membros. O quorum estabelecido por lei é de um terço dos deputados eleitos e qualquer mudança nas leis constitucionais devem ser aprovadas por pelo menos sessenta por cento da câmara. A sede da Câmara dos Deputados é o Palácio Thun em Malá Strana, Praga.

## Elegibilidade e mandato
Todos os cidadãos da Chéquia com direito a voto e maiores de 21 anos podem ser candidatos elegíveis. O deputado não pode exercer concomitantemente as funções de senador, juiz ou presidente, o que também se aplica a outros cargos específicos previstos na lei.
O cargo de deputado expira uma vez que: o deputado eleito se recusa a prestar juramento ou o faz com reserva; o mandato do deputado expira; o deputado renuncia o cargo; o deputado perde sua elegibilidade; o deputado assume novo cargo incompatível com a função de deputado; a Câmara dos Deputados é dissolvida.

## Dissolução
Após a dissolução da Câmara dos Deputados novas eleições devem ser realizadas dentro de 60 dias e a câmara não pode ser dissolvida dentro de três meses após as eleições regulares. A Câmara dos Deputados só pode ser dissolvida pelo presidente nas condições especificadas pela constituição.